# 球果牧根草
球果牧根草（学名：Asyneuma chinense）是桔梗科牧根草属的植物，是中国的特有植物。分布于中国大陆的四川、广西、云南、湖北、贵州等地，生长于海拔300米至3,000米的地区，多生长在山坡草地、林缘及林中，目前尚未由人工引种栽培。